# 842 Kerstin
A 842 Kerstin (ideiglenes jelöléssel 1916 AM) egy kisbolygó a Naprendszerben. Max Wolf fedezte fel 1916. október 1-jén.